# Henry van Dyke
Henry van Dyke (ur. 1852, zm. 1933) – amerykański pastor, pisarz i pedagog, członek Amerykańskiej Akademii Sztuki i Literatury.
Ukończył studia na Uniwersytecie Princeton w 1873 r. i na Princetown Theological Seminary. W l. 1899-1923 był profesorem literatury angielskiej w Princetown, a w l. 1908-1909 - wykładowcą na Uniwersytecie w Paryżu. 
Biografia van Dyke’a (Henry van Dyke: Biography) została opublikowana przez jego syna - Tertiusa van Dyke’a - w 1935 r.

## Publikacje
- Little Rives (1895)
- The Other Wise Man (1896)
- The First Christmas Tree (1897)
- Fisherman's Luck (1898)
- Blue Flower (1902)
- The Whole Family (1908)